# Grace Steinmetz
Pour les articles homonymes, voir Steinmetz.
Pas d'image ? Cliquez ici

a Compétitions nationales et continentales officielles uniquement.

b Matchs officiels uniquement.
Grace Steinmetz, née le 16 janvier 1998 à Paraparaumu (Nouvelle-Zélande), est une joueuse internationale néo-zélandaise de rugby à XV. Elle évolue aux postes d'ailier ou d'arrière pour la franchise de Matatū puis pour les Chiefs Manawa dans la compétition du Super Rugby Aupiki. Elle représente Canterbury au niveau provincial.

## Biographie
Grace Steinmetz naît le 16 janvier 1998 à Paraparaumu en Nouvelle-Zélande. Elle est la nièce de Paul Steinmetz (en), joueur des All Blacks en 2002. Durant sa jeunesse, elle pratique le hockey sur gazon, l'athlétisme et le touch rugby avant de se lancer dans le rugby à sept.
Au niveau scolaire, elle étudie le droit et le commerce à l'université de Canterbury puis exerce la profession d'avocate,.
À partir de 2018, Grace Steinmetz joue à sept pour Wellington. En 2020, elle signe un contrat au Japon, mais la pandémie de Covid-19 la contraint à retourner en Nouvelle-Zélande,.
Elle fait ses débuts pour l'équipe de rugby à XV de Canterbury en 2018. Elle est sélectionnée pour s'entraîner avec les Black Ferns Sevens en 2019 et participe à la quatrième victoire de Canterbury au titre de la Farah Palmer Cup en 2020.
Elle joue pour les Black Ferns contre les Barbarians de la Nouvelle-Zélande le 21 novembre 2020 à Nelson.
Elle signe avec la franchise de Matatū pour la saison inaugurale du Super Rugby Aupiki en 2022,. Une blessure l'empêche de participer à la Pacific Four Series 2022,. Durant le mois d'oût suivant, elle est rappelée en sélection pour la série de test matchs contre l'Australie pour la Laurie O'Reilly Cup,. Elle fait ses débuts officiels pour les Black Ferns contre l'Australie le 27 août à Adélaïde.
Le 28 novembre 2023, elle signe avec les Chiefs Manawa pour la saison 2024 de Super Rugby Aupiki,.